# Timetrip – Der Fluch der Wikinger-Hexe
Timetrip – Der Fluch der Wikinger-Hexe (Originaltitel: Vølvens forbandelse) ist ein dänischer Jugendfilm mit Elementen aus dem Fantasy- und dem Historienfilm aus dem Jahr 2009. Regie führte Mogens Hagedorn, der mit diesem Film sein Spielfilmdebüt gab.

## Handlung
Valdemar und Sille sind Geschwister. Als ihre Eltern über das Wochenende wegfahren, soll Valdemar auf seine jüngere Schwester aufpassen. Doch stattdessen unternimmt er eine Spritztour mit seinen Freunden im neuen Audi seines Vaters. Er kommt von der Straße ab und fährt gegen einen Baum. Ihm und seinen Freunden passiert nichts, doch die Front des Wagens ist kaputt. Er lässt den Wagen in eine Werkstatt bringen und hofft, dass diese den Wagen bis Montag Nachmittag wieder repariert bekommen.
Am nächsten Tag unternimmt Valdemar einen Schulausflug zum Physikinstitut der Universität, wo der Forscher Benedict einen Vortrag über Wurmlöcher und Zeitreisen hält. Als er gelangweilt am Getränkeautomaten steht, entdeckt er eine merkwürdige Verletzung bei Benedict und folgt ihm in dessen Labor. Die Verletzung ist verschwunden, dafür zeigt ihm Benedict eine Zeitmaschine. Benedict versetzt ihn für 10 Minuten ins Jahr 963. Dort trifft er auf Jotan, der Benedict sehr ähnlich sieht. Eine Hexe verzaubert ihn mithilfe eines Kruzifixes, so dass er nicht mehr sterben kann und ewig lebt. Dazu trennt sie die Jesusfigur vom Kreuz. Der Zauber kann nur aufgehoben werden, wenn beide Symbole wieder vereinigt werden. Zurück in der Gegenwart berichtet Valdemar Benedict, der nun zugibt Jotan zu sein und gerne von dem Fluch erlöst sein will. Die Jesusfigur hat er bereits. Er bietet Valdemar Geld an, damit dieser das Kruzifix besorgen soll, doch Valdemar lehnt ab.
Die Autowerkstatt bekommt Wind davon, dass Valdemar das Auto hinter dem Rücken seines Vaters reparieren lassen will und verlangt 100.000 Kronen. Widerwillig nimmt er Benedicts Angebot an. Doch seine kleine Schwester ist ihm gefolgt und so landen beide in der Vergangenheit. An diesem Abend überzeugt Jotan den König von Dänemark, Harald Blauzahn, zum Christentum zu konvertieren, was Dänemark zwar eine großartige Zukunft beschert, aber die heidnische Hexe derart verärgert, dass sie flieht und den König verflucht. Das Kruzifix aber bleibt verschwunden.
Benedict schickt die beiden nun ins Jahr 1157, wo sie auf Waldemar I. treffen, der gerade ein „Friedensfest“ mit seinen Konkurrenten Sven III. und Knud Lavard abhält. Das Ereignis, das später als Roskilder Blutfest in die Geschichte einging, wird von der Hexe gestört. Waldemar I. kann mit Hilfe von Valdemar und Sille fliehen und versteckt sich. Er weigert sich aber das Kruzifix als Belohnung herauszugeben. Als die Hexe die drei aufspürt, werden sie von Jotan, der zu dieser Zeit ein Tempelritter ist, gerettet. Zurück in der Gegenwart gibt Benedict auf, weil er das Leben der Kinder nicht mehr gefährden will.
Doch Sille nimmt auf eigene Faust Nachforschungen auf und entdeckt das Kreuz 1286 in Finderup. Der Besitzer ist der König Erik V. Sille reist auf eigene Faust in der Zeit zurück. Als Valdemar dies bemerkt, sucht er Benedict auf, der ihn auch in die gleiche Zeit versetzt. In dieser Nacht soll Erik V. ermordet werden. Auch hinter diesem Plan steckt die Hexe, die sich das Kruzifix schnappt. Die Kinder können sie zwar überwältigen, doch vorher erhielt sie Informationen, die es ihr ermöglichen, in der Zukunft Benedict aufzuspüren. Sie hat sich an den gleichen Bann gebunden, wie Benedict, doch sie ist ihres Lebens keineswegs überdrüssig.
In der Gegenwart ist die Hexe Architektin und hat ein berühmtes Schloss restauriert. Das Kruzifix ist dort eingearbeitet. Mit dem reparierten Wagen machen sich Valdemar, Sille und Benedict auf den Weg und können Kruzifix und Jesus zusammenführen. Benedict ist von seinem Fluch erlöst und freut sich auf seine verbleibenden Jahre.

## Produktion
Timetrip – Der Fluch der Wikinger-Hexe ist das Spielfilmdebüt des Regisseurs Mogens Hagedorn. Er arbeitete mit Hauptdarsteller Jonas Wandschneider bereits bei der Fernsehserie Anna Pihl – Auf Streife in Kopenhagen zusammen.
Der Film wurde auf dem Lucas-Filmfestival 2009 und dem Toronto International Film Festival gezeigt. In Dänemark startete der Film am 27. Mai 2010 und wurde für den Robert nominiert. In Deutschland startete der Film am 27. Mai 2010 in den Kinos, eine DVD-Fassung wurde am 28. September 2010 veröffentlicht.

## Kritik
Der Film wurde allgemein als gut bewertet. Insbesondere die liebevolle Inszenierung und die Integration wichtiger geschichtlicher Daten „ohne pädagogischen Zeigefinger“ würde die dänische Produktion von den üblichen Teeniefilmen abheben. Stattdessen setzt der Film, wie für das skandinavische Kino üblich, den Fokus auf die Beziehung des Geschwisterpaars, das während der Handlung merkt, was es aneinander hat.

„Ohne den pädagogischen Aspekt überzustrapazieren, könnte man „Timetrip – Der Fluch der Wikinger-Hexe“ als Geschichtsunterricht im Gewand eines packenden Abenteuerfilms bezeichnen.(…) „Timetrip“ handelt nicht zuletzt vom Reifeprozess Valdemars, ein Coming-of-Age, an dem seine Schwester entscheidenden Anteil hat. Auch diese humanistische Komponente der Handlung wird von Originaldrehbuch (Ina Bruhn) und Regie ganz unsentimental entwickelt. Die etwas gedämpfte Gangart des Films wirkt nach zahllosen überdrehten Teenie-Klamotten aus den USA wohltuend, und vielleicht ist es gerade dieses entspannte Zeitmanagement, das die aktionistischen Höhepunkte in ihrer Wirkung steigert.“

„Das Spielfilmdebüt des dänischen Regisseurs Mogens Hagedorn ist ein spannendes Abenteuer, das gleichzeitig über die dänische Geschichte informiert und der philosophischen Frage nachgeht, ob ewiges Leben wirklich wünschenswert ist.“

## Synchronisation
In der deutschsprachigen Synchronisation kamen diese Sprecher zum Einsatz:
| Darsteller             | Sprecher             | Rolle            |
| ---------------------- | -------------------- | ---------------- |
| Jonas Wandschneider    | Patrick Baehr        | Valdemar         |
| Clara Maria Bahamondes | Soraya Richter       | Sille            |
| Jakob Cedergren        | Sascha Rotermund     | Jotan / Benedict |
| Nijas Ørnbak-Fjeldmose | Sebastian Schulz     | Absalon          |
| Lars Hjortshøj         | Matthias Deutelmoser | Automechaniker   |
| Claus Riis Østergaard  | Klaus Lochthove      | Erik Klipping    |
| Kim Bodnia             | Erich Räuker         | Harald Blåtand   |
| Stine Stengade         | Martina Treger       | Hexe             |
| Cyron Melville         | Tobias Nath          | König Valdemar   |
| Puk Scharbau           | Katrin Zimmermann    | Louise           |
| Mads Malik Grosos      | Maximilian Artajo    | Mikkel           |
| Andrea Vagn Jensen     | Petra Barthel        | Mutter           |
| Søren Malling          | Dieter Memel         | Poppo            |
| Frank Thiel            | Bernd Vollbrecht     | Vater            |